# Euploea spiculifera
Euploea spiculifera is een vlinder uit de familie Nymphalidae. De wetenschappelijke naam van de soort is voor het eerst geldig gepubliceerd in 1883 door Frederic Moore.